# Sitio histórico de Dmanisi
El sitio histórico de Dmanisi (en georgiano: დმანისის ნაქალაქარი, lit. 'la ciudad en ruinas / antigua Dmanisi') es un sitio histórico y arqueológico en Georgia, ubicado al norte del pueblo de Patara Dmanisidel municipio de Dmanisi, en región de Baja Iberia (unos 85 km al suroeste de Tiflis).
En lo alto de un promontorio en la confluencia de los ríos Mashavera y Pinezauri, el sitio es un museo al aire libre, que contiene la antigua catedral medieval Dmanisi Sioni (catedral de Dmanisi), las ruinas de una de las ciudades y centros comerciales más importantes de la Georgia medieval, con fortificaciones, iglesias, cementerios musulmanes y cristianos, casas de baños y talleres. Un sitio paleoarqueológico en Dmanisi, desenterrado bajo las capas medievales, arrojó un conjunto de fósiles de homínidos, datados aproximadamente entre 1,85 y 1,75 millones de años, una de las primeras pruebas inequívocas de la presencia del género Homo fuera del continente africano.

## Historia

### Historia temprana y dominio musulmán
El sitio de Dmanisi fue colonizado por una de las ciudades más grandes y ricas de la Georgia medieval. El topónimo "Dmanisi" es explicado por el erudito georgiano del siglo XVIII Príncipe Vakhushti como derivado del antiguo georgiano daba, cuyo significado es "una aldea".
Dmanisi surgió de un pequeño asentamiento alrededor de una sede episcopal, con jurisdicción sobre los valles de Dmaniskhevi (Mashavera) y Ktsia y era ya conocida entre las seis diócesis de Kartli en el siglo VI, como una importante ciudad comercial en los siglos IX-X, cuando el área estaba bajo gobierno árabe. Según las crónicas georgianas medievales, el comandante del califa Bugha al-Kabir instaló 100 hogares de Darialan en Dmanisi durante su campaña en Kartli en 853. En 989, Dmanisi fue conquistada por el rey armenio David I de Lori, pero la ciudad parece haber vuelto al control musulmán. Las crónicas georgianas hacen mención de un cierto Sitlarabi, aparentemente el nombre de Sayyid al-'Arab, un musulmán de Dmanisi que fue instalado por el Rey Bagrat IV de Georgia como su vasallo emir en Tiflis en 1068. Se sabe que otro "emir de Dmanisi" no identificado apoyó al comandante seljuq Sau-tegin Sarhang al-Khass, el "Sarang Alkhazi" de las fuentes georgianas, contra el Rey Jorge II de Georgia en 1073.

### Reino de Georgia
Amenazada por la resurgente monarquía georgiana, la oligarquía musulmana de Dmanisi se unió a la apelación de Ganja y Tiflis al sultán seljuq Mahmud II contra las invasiones de David IV de Georgia en 1121. David capturó a Dmanisi en marzo de 1123, pero su hijo Demetrio I tuvo que reconquistar la ciudad en 1125. Bajo el reino de Georgia, Dmanisi continuó prosperando; la artesanía y el comercio florecieron. Según Yaqut al-Hamawi, la ciudad exportó seda. La vibrante historia económica de Dmanisi se evidencia en más de 800 monedas, en su mayoría extranjeras, que se encuentran en el área, así como en los artefactos arqueológicos como la faïence y la china celadon importadas, así como la cerámica, cristalería y joyería producidas localmente.
La población medieval era heterogénea. Los musulmanes constituyeron el grupo más grande de la ciudad, como lo indica un cementerio considerable, con inscripciones árabes del siglo XIII al XIV, que superan numéricamente las lápidas cristianas (georgianas y armenias) existentes.
Cuando Georgia se convirtió en vasallo del Imperio mongol, Dmanisi fue elegida para producir monedas: se acuñó un tipo de cobre a nombre de David VI de Georgia en 1245. En la década de 1270, Demetrio II de Georgia se vio obligado a entregar la ciudad y el distrito circundante a su poderoso ministro Sadun, quien tenía la confianza de los mongoles. El rey David VIII, al estar en buenos términos con el khan mongol Baydu, pudo recuperar Dmanisi en 1293, pero posteriormente lo perdió ante su hermano, Vakhtang III, quien fue enterrado en la ciudad a su muerte en 1308. Dmanisi pasó a ser posesión del hijo mayor de Vakhtang, Demetrio.

### Caída
Las invasiones de Timur a Georgia entre 1386 y 1403 pusieron fin al apogeo de Dmanisi. En 1486, la ciudad fue devastada por un ataque de Yaqub bin Uzun Hasan, gobernante de Aq Qoyunlu. Después de la desintegración final del reino de Georgia en la década de 1490, se convirtió en parte del Reino de Kartli. La ciudad entonces fue otorgada por la corona a la familia Baratashvili, cuyas dos líneas dividieron toda la ciudad y sus instalaciones en 1536. Dmanisi fue ocupada y refortificada por las tropas otomanas en 1578, pero fue recuperada por el rey Simón I de Kartli en 1583. Luego pasó a ser poco más que una avanzada militar propiedad de los Baratashvili. Un renacimiento modesto de la vida económica y eclesiástica en Dmanisi, entonces también conocido como Dbanisi, a principios del siglo XVIII resultó ser de corta duración. La caída de Dmanisi en una guerra renovada y la anarquía política fue seguida por la disolución de su sede episcopal a mediados del siglo XVIII; el área se despobló en gran medida hasta que comenzaron a surgir nuevos asentamientos rurales alrededor de la antigua ciudad que ya estaba bajo el dominio imperial ruso sobre Georgia a principios del siglo XIX. Uno de estos, Bashkicheti, fue renombrado como Dmanisi en 1947.

## Investigación
En 1853, las ruinas de Dmanisi fueron visitadas y descritas brevemente por el coronel Ivan Bartolomei y el príncipe Dimitri Orbeliani. Algunas de las inscripciones georgianas copiadas por estos hombres fueron publicadas por el erudito francés Marie-Félicité Brosset en 1854. Ekvtime Taqaishvili supervisó algunas excavaciones en la necrópolis de Dmanisi y las inscripciones georgianas republicadas en 1894.
La exploración arqueológica de las ruinas comenzó en 1936, pero las excavaciones sistemáticas no se llevaron a cabo hasta la década de 1980. En el proceso se hizo evidente que pozos o bodegas medievales habían sido excavados en depósitos de arena y cenizas que contenían huesos de animales prehistóricos y herramientas de piedra. En 1991, se descubrió una mandíbula y dientes humanos que mostraban similitudes anatómicas con el Homo erectus, seguido del descubrimiento histórico de una serie de cráneos entre 1991 y 2005. Datados hace aproximadamente 1,85 a 1,75 millones de años, estos hallazgos hicieron de Dmanisi uno de los más antiguos. sitios de habitación humana en cualquier parte de Eurasia. En 2007, el sitio arqueológico de homínidos de Dmanisi se agregó a la Lista provisional del Centro del Patrimonio Mundial de la UNESCO.

### Cráneos y mandíbulas
Entre los hallazgos destacan cinco cráneos de homínido, cuatro de ellos con sus respectivas mandíbulas:
| Nombre                                            | Descubrimiento                 | Publicación                                                                | Imagen |
| ------------------------------------------------- | ------------------------------ | -------------------------------------------------------------------------- | --- |
| D 2280 (cráneo 1 de Dmanisi)                      | 1999                           | L. Gabunia et al. (2000)                                                   | [ 14 ] |
| D 2282 (cráneo 2 de Dmanisi) y D 211 (mandíbula)  | 1999 (cráneo) 1991 (mandíbula) | L. Gabunia et al. (2000) (cráneo) L. Gabunia y A. Vekua (1995) (mandíbula) | Los homínidos de Dmanisi coexistienron con H. ergaster en África y H. erectus en Euroasia. En la foto se muestra el cráneo 2 (D 2282), la mandíbula (D 211) y algunas herramientas de piedra encontrados en el yacimiento. |
| D 2700 (cráneo 3 de Dmanisi) y D 2735 (mandíbula) | 2001 (cráneo) 1991 (mandíbula) | A. Vekua et al. (2002) (cráneo)                                            | Originales del cráneo 3 de Dmanisi (D 2700) y de la mandíbula asociada (D 2735). |
| D 3444 (cráneo 4 de Dmanisi) y D 3900 (mandíbula) | 2002-2003                      | D. Lordkipanidze et al. (2005) D. Lordkipanidze et al. (2006)              | Este Homo tenía una altura considerable, superior a 1,5 m en los machos pero una capacidad craneal de unos 625 cm³. |
| D 4500 (cráneo 5 de Dmanisi) y D 2600 (mándíbula) | 2005 (cráneo) 2000 (mandíbula) | D. Lordkipanidze et al. (2013)                                             | El cráneo número cinco durante su extracción en 2005. |

## Sitio
El sitio histórico de Dmanisi consta de dos partes principales que comprenden los restos de un asentamiento, sus fortificaciones, iglesias, cementerios y otras estructuras. Una parte es la ciudad o pueblo, ocupando un área de 13 ha en un promontorio en la confluencia de los ríos Mashavera y Pinezauri, y la otra es un suburbio contiguo, que abarca 12 ha a lo largo del río Pinezauri.

### Pueblo
La ciudad fue defendida por un muro de basalto, formando una gran muralla y fortificada con contrafuertes, en el este y por el valle de Mashavera en el norte y noroeste, llegando a una profundidad de 90 metros. La parte sur estaba ocupada por una ciudadela, de unos 3.250 metros cuadrados. Estaba ubicado dentro del muro de la ciudad, separado de esta por una muralla especial que contiene la única puerta. La ciudadela contenía un palacio, una casa de baños y otras estructuras. Hacia el oeste, un túnel clandestino de 200 m de largo, en gran parte preservado hasta nuestros días, conducía al río Mashavera.
Un camino desde el sur entraba en la ciudad a través de una puerta. Su continuación y las calles dentro de la ciudad tenían aproximadamente 2,5 metros de ancho, pavimentadas con grandes losas de piedra y bordeadas por un muro de piedra bajo. Las casas en Dmanisi fueron construidas con líneas irregulares de piedras basales, con chimeneas de ladrillo y nichos, paredes interiores enlucidas y, en el caso de casas más ricas, cubiertas con azulejos de cerámica verde. En el centro de la ciudad en ruinas, justo debajo de la ciudadela, se encuentra la iglesia de la catedral de Dmanisi de Sioni, una basílica medieval de tres naves con una nave de tres bahías y un ábside, y un narthex ricamente adornado agregado a principios del siglo XIII. Al norte de ella, hay una pequeña iglesia de una sola nave de Santa Marina, reconstruida en 1702, como lo revela una inscripción georgiana sobre su portal sur. Más al noreste, hay ruinas de otras dos pequeñas iglesias, que contienen piedras con inscripciones armenias.

### Suburbio
El suburbio estaba ubicado al sur de la ciudad propiamente dicha. Contenía un extenso cementerio de los siglos XII y XIV, casi tan grande como la ciudad misma, que consta de secciones cristianas (georgianas y armenias) y musulmanas más grandes. Las ruinas de una pequeña iglesia de una sola nave sobreviven en el cementerio cristiano. A lo largo de la orilla derecha del Pinezauri, hay ruinas de tres casas de baños.

### Museo
El sitio de Dmanisi es un museo al aire libre, administrado como parte del Museo Nacional de Georgia como la Reserva y Museo Histórico y Arquitectónico de Dmanisi. El museo también contiene una sala de exposiciones, que muestra más de 2300 artefactos. Funciona estacionalmente, de mayo a octubre. La catedral de Dmanisi Sioni y otras estructuras en el sitio se inscribieron en la lista de los Monumentos culturales inamovibles de importancia nacional en 2007.

## Galería

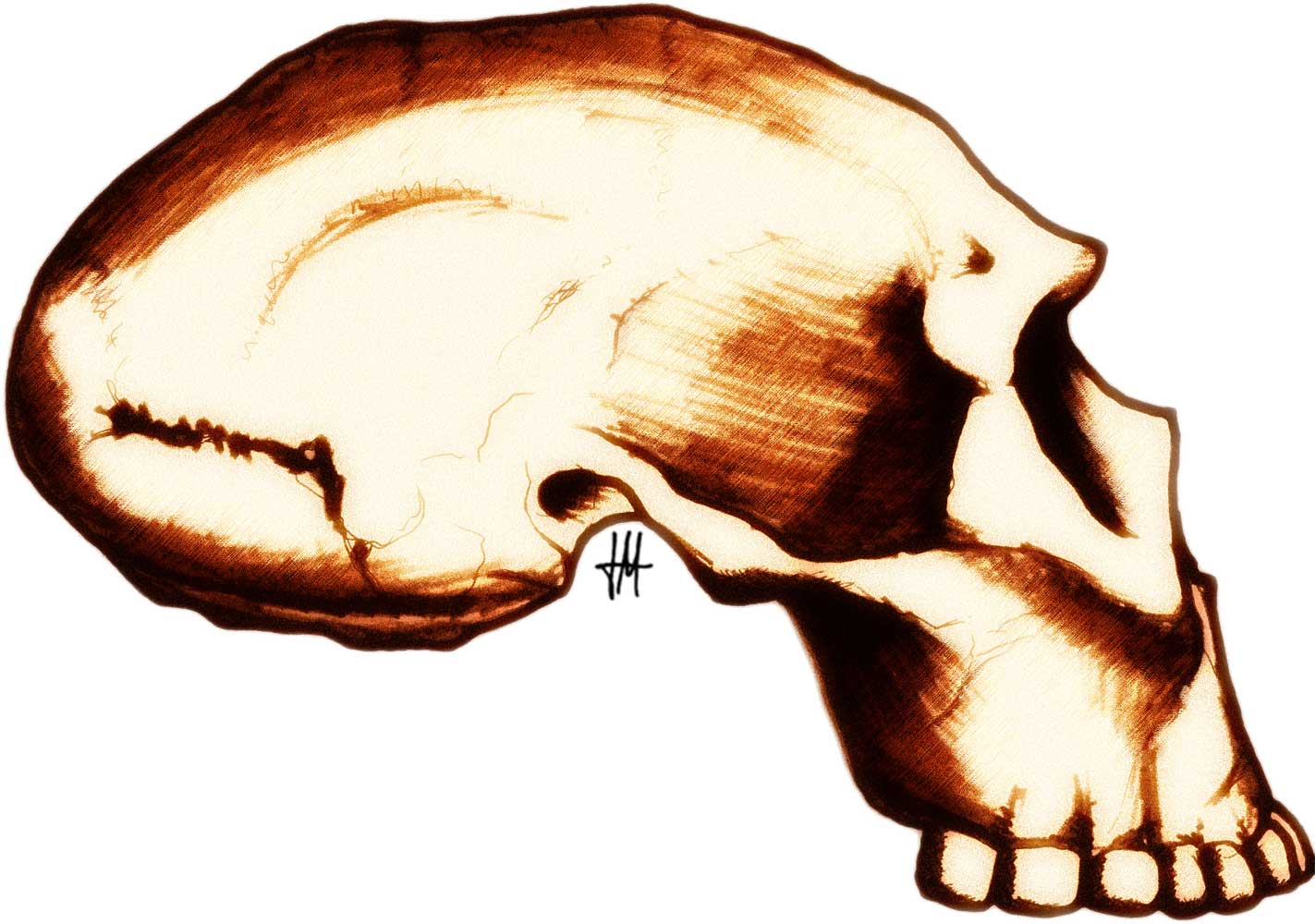
Dibujo del cráneo 2.
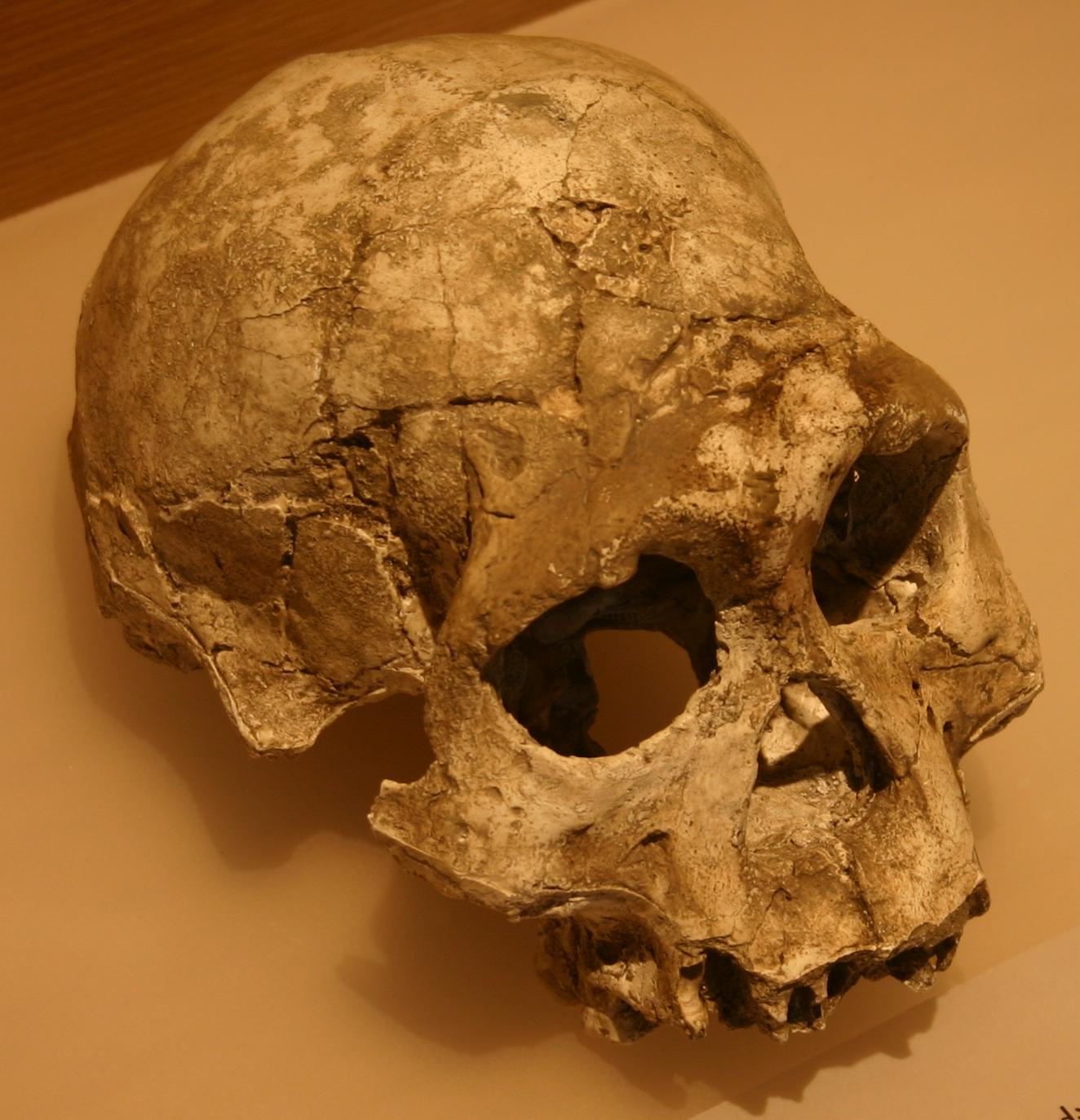
Cráneo 3 (original).
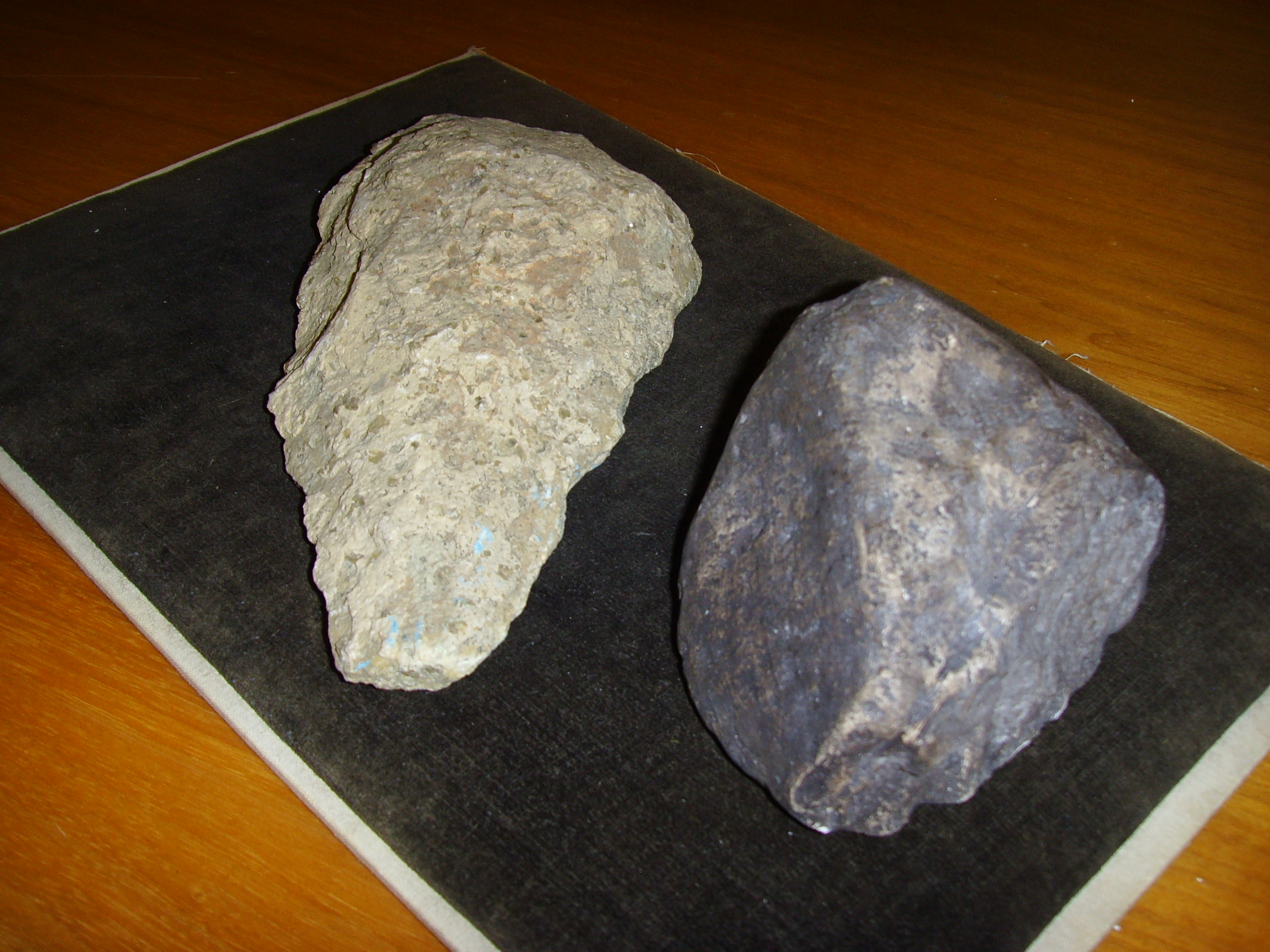
Herramientas achelenses de Dmanisi.